# 아브네르 테이셰이라
아브네르 테이셰이라 다 시우바 주니오르(브라질 포르투갈어: Abner Teixeira da Silva Júnior, 1996년 9월 10일~)는 브라질의 권투 선수로 2020년 하계 올림픽에서 남자 헤비급 동메달을 획득했다.